# Monastère carmélite de Buda
 (juillet 2022).
Si vous disposez d'ouvrages ou d'articles de référence ou si vous connaissez des sites web de qualité traitant du thème abordé ici, merci de compléter l'article en donnant les références utiles à sa vérifiabilité et en les liant à la section « Notes et références ».
Le monastère carmélite de Buda (en hongrois : Karmelita kolostor) est un édifice public situé dans le 1er arrondissement de Budapest. Il abrite le siège officiel du Premier ministre de Hongrie.

## Situation
L'édifice s'élève sur le côté est de la place Saint-Georges, dans le quartier du Château, et est bordé au sud par le palais Sándor.

## Histoire
Le site est occupé par une église franciscaine bâtie en 1270 sur la colline de Buda, qui est transformée en mosquée pendant la période ottomane. Elle est détruite en 1686 lors du siège qui libère la ville de l'occupation ottomane.
En 1693, les Carmélites deviennent propriétaire du terrain où elles font édifier un monastère et une église, qui sont achevés en 1736, mais ne sont consacrés qu'en 1763. Deux décennies plus tard, l'empereur Joseph II dissout le monastère et fait convertir la propriété en théâtre par ordre impérial en 1786, « pour le plaisir des hauts fonctionnaires des tribunaux » par l'architecte Farkas Kempelen. Le 5 octobre 1790, la première représentation en langue hongroise y est donnée. Le théâtre voit la présentation des pièces de Beethoven et la première de Bánk bán.